# Ribavirine
 (août 2012).
La ribavirine est un analogue nucléosidique de la guanosine, à large spectre antiviral. En effet, elle présente une activité antivirale in vitro contre de nombreux virus à ADN ou à ARN comme respectivement : 
- les Herpès virus (HSV-1, HSV-2, cytomégalovirus), les Adénovirus, les Pox virus (virus de la vaccine) ;
- les Paramyxovirus (virus respiratoire syncitial, para-influenza, morbillivirus equin), les virus de la grippe (grippe A et grippe B), les Rétrovirus (VIH), les Arénavirus (Lassa, Junin) les Bunyavirus (Hantaan, Congo, Rift Valley, Sandfly, Punto Toro), les Togavirus (virus de la Dengue[réf. nécessaire]) et les filovirus (virus Ebola).

C’est pourquoi ce virostatique peut être utilisé contre de nombreuses infections virales (SIDA, hépatites C et B, certaines fièvres hémorragiques : fièvre de Lassa ou fièvre Congo-Crimée). Cependant son utilisation thérapeutique se limite essentiellement au traitement de l’hépatite C chronique et plus rarement du virus syncytial respiratoire (RSV).
Les limites de son utilisation sont davantage dues à des problèmes pharmacologiques de biodisponibilité et de toxicité qu’à une activité antivirale insuffisante.

## Historique
La ribavirine a été découverte en 1972. Elle a d’abord été étudiée dans le cas du virus respiratoire syncitial (RSV) et approuvée comme traitement pour des pneumonies virales sévères des enfants en bas âge. Elle a, par la suite, été étudiée pour le traitement de l’hépatite C en monothérapie mais malheureusement n’était pas suffisamment efficace. Plus tard il a été prouvé qu’elle potentialisait l’action de l’interféron dans le traitement de cette même infection.
L’Autorisation de mise sur le marché de la ribavirine fut accordée le 7 mai 1999 aux laboratoires Schering-Plough et rectifiée le 1er juin 2007.

## Structures chimiques et caractéristiques pharmacologiques
La ribavirine comporte un ribose et un noyau triazole, sa structure se rapproche donc des bases puriques et du noyau des bases pyrimidiques de l’ADN.
C’est une molécule soluble dans l’eau, très faiblement liée aux protéines plasmatiques. Sa biodisponibilité orale varie entre 35 et 70 %, sa concentration maximale atteinte après plusieurs prises peut atteindre entre 1,2  et   3,0 μg·ml-1.

## Indications
Cet antiviral est principalement utilisé pour traiter l’hépatite chronique C et plus occasionnellement pour soigner les enfants atteints par le virus syncytial respiratoire.
La ribavirine peut également être utilisée afin de prévenir la récidive virale après une transplantation hépatique (en bithérapie avec de l’interféron) en éradiquant le virus avant l‘intervention. 
Les formes intraveineuses et/ou aérosols de ce médicament ont été occasionnellement utilisées pour le traitement d’infections sévères au virus Influenza et pour traiter des patients immunodéprimés atteints par le virus para-influenza ou le virus de la rougeole.
Administrée en aérosol dans le traitement des bronchiolites et pneumonies, la ribavirine atténue les manifestations de la maladie, améliore l’oxygénation artérielle et réduit de façon variable la dissémination virale, cependant la prescription de cet antiviral n’est généralement pas justifiée dans le traitement de la bronchiolite aigüe des nourrissons, (absence de preuves et coûts élevés) mais certains nouveau-nés présentant des facteurs de risques importants (maladies cardiaques, pulmonaires, immunosuppression, etc.) pourraient en profiter.
De plus, la ribavirine administrée en intraveineuse diminue la mortalité de la fièvre de Lassa et de la fièvre hémorragique avec atteinte rénale due au virus Hantaan.
La ribavirine selon de premiers tests ayant porté sur l'effet de la ribavirine sur un gène (le gène eIF4E qui dysfonctionne dans 30 % des cancers), serait également efficace dans le traitement d'environ 30 % des cancers, apparemment sans effets négatifs pour le patient. La recherche se poursuit (notamment sur l'apparition d'éventuelles résistances au traitement ou les effets sur d'autres sortes de cancers), n'ayant à ce jour porté que sur un nombre limité (13 cas) de leucémie myéloïde aiguë M4 et M5 après plusieurs traitements sans effets par d'autres médicaments) mais avec des résultats « spectaculaires » selon le Dr Assouline.

### En monothérapie
La ribavirine, comme précisé précédemment, est rarement prescrite dans le traitement des infections respiratoires à virus syncytial bien que des études rétrospectives ont suggéré que l’administration précoce de ribavirine et d’immunoglobulines pour les infections à RSV des voies respiratoires supérieures diminue le risque d’extension aux voies respiratoires inférieures et donc la morbidité et la mortalité. 
L’effet de la ribavirine en monothérapie chez les malades atteints d’hépatite C chronique permet une réduction des transaminases et de l’activité inflammatoire histologique sans influer sur la réplication virale. Elle n’est donc généralement pas administrée en monothérapie dans ce type d’infection. Cependant pour les patients présentant une contre-indication ou une intolérance à l’interféron, son utilisation pourra être discutée bien que cette stratégie n’ait pas été suffisamment validée.

### En bithérapie
Puisque la ribavirine est inefficace sur la réplication virale en monothérapie, elle est prescrite en association avec l’interféron et semble pouvoir potentialiser l’efficacité de ce dernier, et ceci chez un patient naïf (jamais traité) ou répondeur-rechuteur à une première cure d’interféron. Plusieurs études de grande ampleur ont été publiées et mettent en évidence la supériorité du traitement combiné de l’interféron et la ribavirine par rapport au traitement en monothérapie de l’interféron en termes de réponse prolongée biochimique, virologique et histologique pour l’hépatite chronique virale C. Il y a quelques années l’utilisation de cette association d’interféron + ribavirine permettait d’obtenir une réponse virologique prolongée chez environ la moitié des malades ayant rechuté après un traitement d’interféron seul.
Depuis 2011, en ce qui concerne les génotypes plus résistants de l'hépatite C (génotypes 1 et 4), afin d'obtenir un pourcentage bien plus important d'éradication du virus, on associe de plus en plus fréquemment un inhibiteur de la protéase (Bocéprévir, Télaprévir, TMC435) à la bithérapie classique (interféron et ribavirine).

## Résultats (chiffres)
Le traitement par la ribavirine n’a pas prouvé une réelle efficacité dans la phase aiguë de la bronchiolite à VRS mais ces effets à long terme sont tout de même réduits. En effet les enfants traités à la ribavirine avaient significativement moins d’épisodes fébriles : 2,3 à 2,7 épisodes contre 4,2 à 6,4 épisodes sans ribavirine, et moins d’hospitalisations pour pathologies respiratoires : 25 jours contre 90 jours pour 100 patients sur une période de 1 an. Un traitement par ribavirine (virazole) semble donc être associé à un effet protecteur de l’hyperactivité bronchique survenant après une bronchiolite à VRS.
La durée et l’efficacité du traitement de l’association INF+ribavirine sont déterminées par divers facteurs dont notamment le génotype viral et la quantité virale. Selon l’étude d’Hadziyannis portant sur l’impact de différentes durées de traitement et diverses doses de ribavirine associées au nouvel interféron (PEgIFN2a) ; les meilleurs taux de réponse s’élevaient à 47 % pour des patients infectés par un virus de génotype 1 ayant bénéficié pendant 48 semaines de la bithérapie et de doses élevées de ribavirine (1 à 1,2 g). Pour le même type de patients le traitement a permis d’obtenir une guérison dans 29 % des cas contre 9 % traités avec de l’interféron seul.
Pour les patients touchés par un virus de génotype 2 ou 3, la combinaison a permis de guérir 66 % des cas contre 31 % traités avec de l’interféron seul. Chez ces malades le taux de réponse de 79 à 84 % était atteint en 24 ou 48 semaines de traitement avec de faibles ou  de fortes doses de ribavirine.
Chez les patients répondeurs puis rechuteurs à une première cure d’Interféron, l’administration d’une bithérapie pendant 6 mois comprenant la ribavirine a permis de guérir 40 % des patients qui avaient rechuté contre 4 % de patients retraités avec de l’interféron seul.

## Dénomination
La ribavirine est commercialisée sous 21 formes différentes :
1. Copegus
2. RIBAV
3. RTC
4. RTCA
5. RTP
6. Rebetol
7. Rebetron
8. Rebretron
9. Ribamide
10. Ribamidil
11. Ribamidyl
12. Ribasphere
13. Ribavirin Capsules
14. Ribavirin-TP
15. Tribavirin
16. Varazid
17. Vilona
18. Viramid
19. Virazid
20. Virazole
21. Virazole 5'-triphosphate

## Galénique
La ribavirine peut être administrée oralement ou par voie intraveineuse. On la trouve également sous forme d’aérosol.
La forme orale peut être délivrée par boîte de 84, 140 ou 168 gélules.

## Mécanisme d'action
La ribavirine a plusieurs sites d’action dont certains peuvent en potentialiser d’autres.
Elle aurait davantage un effet sur la réponse immune de l’hôte que sur le VHC lui-même.
Il a été prouvé qu’elle réduit, in vitro, la prolifération lymphocytaire induite par les mitogènes. Son effet immunomodulateur provient du fait qu’elle régule la réponse immune en diminuant la réponse Th2 au profit de la réponse Th1, ceci augmentant la production d’INFγ.
La ribavirine monophosphate inhibe également de façon compétitive l’inosine-5’-phosphate déshydrogénase cellulaire et interfère ainsi avec la synthèse de la guanosine triphosphate (GTP) nécessaire à la polymérase virale et donc à la réplication virale.
Enfin, cette molécule peut induire des mutations virales létales pour le VHC.

## Pharmacocinétique
Après administration orale, la ribavirine est absorbée au niveau de l’intestin grêle proximal grâce à des transporteurs de sodium puis transportée au niveau de toutes les cellules humaines où elle sera phosphorylée (de façon réversible), le métabolite principalement obtenu étant la ribavirine-triphosphate.
Or le transport vers le milieu extracellulaire nécessite une déphosphorylation, et ce mécanisme n’est pas possible au niveau des érythrocytes ce qui explique qu’après plusieurs prises la molécule phosphorylée s’accumulera dans le plasma sanguin. 
La molécule est métabolisée dans le foie où elle subit une déribosilation et une hydrolyse conduisant à la formation de carboxamide triazole et d'acide triazole carboxylique La voie principale d’élimination de la ribavirine et de ses métabolites se fera par excrétion rénale. 
La ribavirine ne se lie pas aux protéines plasmatiques. Après absorption, le temps moyen pour atteindre la concentration maximale et de 1,5 h. Les demi-vies d’absorption, de distribution et d’élimination sont respectivement de 0,05 h, 3,73  et   79 h. La biodisponibilité absolue est d’environ 45-65 % (qui semble être dû à l’effet de premier passage hépatique), elle peut être augmentée par la prise de nourriture. Une administration de 600 mg deux fois par jour sur une durée de quatre semaines permettra d’atteindre une concentration de ribavirine stable de 2,2 μg·mL-1. La demi-vie de celle-ci au niveau érythrocytaire est de 40 jours. À l’arrêt du traitement, la demi-vie est approximativement de 298 heures ce qui laisse supposer une élimination lente à partir des compartiments extraplasmatiques.

## Posologie
La prise orale quotidienne de ribavirine est prescrite selon le poids du patient. Ainsi la posologie pour un patient ayant un poids :
- < 65 kg → 800 mg/jour
- variant entre 65–85 kg → 1000 mg/jour

- > 85 kg → 1200 mg/jour.

Quant à la durée du traitement préconisée : elle sera variable selon le génotype viral et la charge virale déterminée par une biopsie préalable du foie.

## Informations pratiques
En dehors de cas particuliers (comme une contre-indication à l’interféron par exemple), la ribavirine ne doit pas être prescrite en monothérapie dans le cas de l’hépatite C chronique.
La bithérapie IFN+ribavirine est limitée par d’importants effets secondaires et des taux de guérison variables. De ce fait de nombreux patients ne sont pas candidats au traitement et beaucoup reportent la thérapie pour diverses raisons (sociales, professionnelles, …)
Le traitement doit être scrupuleusement suivi, à raison d’une dose d’interféron trois fois par semaine, plus récemment d'interféron pégylé une fois par semaine, et d’une dose de ribavirine deux fois par jour. Il serait prudent de commencer le traitement à petite dose et de l’augmenter au fur et à mesure en fonction de la tolérance du patient.
Un bilan cardiaque est également recommandé avant le début du traitement chez tout malade ayant un antécédent cardiovasculaire car le traitement peut causer une anémie (par accumulation intra-érythrocytaire de la ribavirine) qui aggraverait la maladie cardiovasculaire ancienne ou récente.
La ribavirine ne doit pas être administrée sans une contraception efficace chez l’homme comme chez la femme durant toute la durée du traitement et les 4 mois suivant l’arrêt de celui-ci pour la femme et 7 mois suivant l’arrêt du traitement pour l’homme (à cause du potentiel tératogène et mutagène de la ribavirine).

## Effets indésirables
La ribavirine en aérosol est généralement bien tolérée mais peut tout de même engendrer une irritation conjonctivale, une dyspnée asthmatiforme transitoire et occasionnellement une détérioration réversible de la fonction pulmonaire.
La forme orale administrée durant une courte durée peut quant à elle augmenter de façon réversible le taux de bilirubine non conjuguée, le taux de fer sérique et l’uricémie.
En revanche les effets secondaires sont plus importants dans le traitement de l’hépatite C chronique.
8 % des patients traités durant six mois et 20 % des patients traités sur une durée d’un an sont contraints d’arrêter la bithérapie en raison de ces sérieux effets secondaires.
La toxicité essentielle du médicament est d’ordre hématologique avec l’induction rapide et fréquente d’une anémie hémolytique, contrôlable par la diminution de la posologie. D’autres effets secondaires importants viennent s’ajouter :
- Syndrome pseudogrippal : céphalées, fatigue, malaise, myalgie, arthralgie, douleur musculaire, fièvre.
- Symptômes digestifs : anorexie, dyspepsie, vomissement, nausée, diarrhée, douleur abdominale.
- Symptômes psychiatriques : anxiété, difficultés de concentration, dépression, instabilité émotionnelle, insomnie, irritabilité.
- Symptômes respiratoires : toux, dyspnée, pharyngite, sinusite
- Symptômes cutanés : alopécie, prurit, rash, sécheresse cutanée.

La ribavirine peut aussi interférer de façon significative avec d’autres médicaments. Il a été montré in vitro que ces interactions médicamenteuses peuvent résulter de trois mécanismes potentiels :
des effets sur la phosphorylation, une diminution de l’activité enzymatique ou de l’interaction avec la dégradation nucléosidique intracellulaire.
En effet, il a été observé que la phosphorylation de la zidovudine (inhibiteur de la transcriptase inverse) était inhibée (in vitro) par la ribavirine, que l’actinomycine D (inhibiteur de la synthèse d’ARN) pouvait réduire la phosphorylation de la ribavirine et que le dipyridamole (drogue interagissant avec les transporteurs nucléosidiques) inhibait le transport intracellulaire de notre antiviral et donc limite son efficacité pharmaceutique.
Aujourd’hui, fort heureusement, aucune interaction n’a été démontrée entre la ribavirine et l’interféron.
Les études effectuées chez l’animal (plusieurs espèces différentes) ont mis en évidence que, non seulement la ribavirine modifie la spermatogenèse et la morphologie des spermatozoïdes mais qu’en plus elle a des effets mutagènes, clastogènes, embryolétals, tératogènes, oncogènes et probablement gonadotoxiques à des doses égales voire inférieures aux doses thérapeutiques. 
Il n’existe aujourd’hui pas de données cliniques suffisamment pertinentes pour évaluer un éventuel effet fœtotoxique ou malformatif de la ribavirine lorsqu’elle est administrée au cours d’une grossesse cependant il est indispensable de prescrire une contraception efficace pour l’homme et la femme durant toute la durée du traitement (et les 4 mois suivant pour la femme et 7 mois pour l’homme).

## Contre-indications
La ribavirine est contre-indiquée chez le patient insuffisant rénal et donc a fortiori chez le patient hémodialysé en raison de l’accumulation des métabolites du médicament menant à une toxicité accrue. 
L’antiviral est aussi déconseillé chez les patients souffrant de maladies cardiovasculaires (risque d’anémie hémolytique sévère).
Ce médicament est également contre-indiqué chez les personnes étant dans l’incapacité d’utiliser une méthode de contraception sûre.

## Surdosage
Lors d’études cliniques avec Rebetol utilisé en association avec PegIFN, un patient a absorbé en une journée des doses de 10g de ribavirine (50 gélules de 200 mg) et 39 MUI d’INFα2b (13 injections sous-cutanées de 3 MUI) dans le cadre d’une tentative de suicide. Il a été rapporté que le patient, placé en observation pendant deux jours au service de réanimation, n’a présenté aucun effet indésirable associé à un tel surdosage.

## Conclusion: coûts, recherches...
La ribavirine est commercialisée dans 44 pays au total et couvre 10 indications virales.
C’est un médicament de classe I remboursé à 65 % par la sécurité sociale (en France).
Dans le traitement des patients adultes atteints d’hépatite C chronique, bénéficiant du classement en affection de longue durée (ALD), la prise en charge à 100 % est assurée (en France). 
Son prix est de :
- 370,57 € pour la boîte de 84 gélules
- 605,92 € pour la boîte de 140 gélules et
- 723,60 € pour la boîte de 168 gélules ou 329,25 euros pour une boite de générique (au 27 mai 2013).

L’émergence d’une résistance virale à la ribavirine n’est actuellement pas démontrée et n’est, à l’avenir, bien évidemment pas souhaitée.
La ribavirine est une molécule qui a encore de l’avenir, en effet elle peut encore faire l’objet de recherches dans le but d’augmenter sa biodisponibilité et son efficacité (notamment par la découverte de nouveaux vecteurs). Par exemple, la vectorisation de la ribavirine par des transporteurs, (tels que les cyclodextrines) pourrait être envisagée afin d’améliorer sa biodisponibilité au niveau du système nerveux central.

## Divers
La ribavirine fait partie de la liste des médicaments essentiels de l'Organisation mondiale de la santé (liste mise à jour en avril 2013).